# Playoffs de la ABA de 1973
Los Playoffs de la ABA de 1973 supusieron la culminación de la temporada 1972-73 de la ABA, la sexta de su historia. Los campeones fueron los Indiana Pacers, que derrotaron en las Finales a Kentucky Colonels por 4 victorias a 3.
Los tres equipos con mejor balance de la temporada regular fallaron en los playoffs, no llegando ninguno de ellos a conseguir el título. Los Carolina Cougars tenían el mejor balance de la liga con 57 victorias y 27 derrotas, un partido por encima de los Kentucky Colonels en la División Este. Los Utah Stars, por su parte aventajaban en 4 partidos (55-29) a los Pistons, que ganaron la liga con un balance de 51 victorias y 33 derrotas, convirtiéndose en el primer equipo en conseguir en 3 ocasiones el campeonato.
George McGinnis, de los Pacers, fue elegido MVP de los playoffs.

## Equipos clasificados

### División Este
1. Carolina Cougars
2. Kentucky Colonels
3. Virginia Squires
4. New York Nets

### División Oeste
1. Utah Stars
2. Indiana Pacers
3. Denver Rockets
4. San Diego Conquistadors

## Tabla
|  | Semifinales de División | Semifinales de División | Semifinales de División |                   |   | Finales de División | Finales de División | Finales de División |  |    | Finales de la ABA | Finales de la ABA | Finales de la ABA |  |
|  |                         |                         |                         |                   |   |                     |                     |                     |  |    |                   |                   |                   |  |
|  |                         |                         |                         |                   |   |                     |                     |                     |  |    |                   |                   |                   |  |
|  | 1                       | Utah Stars              | 4                       |                   |   |                     |                     |                     |  |    |                   |                   |                   |  |
|  | 1                       | Utah Stars              | 4                       |                   |   |                     |                     |                     |  |    |                   |                   |                   |  |
|  | 4                       | San Diego Q's           | 0                       |                   |   |                     |                     |                     |  |    |                   |                   |                   |  |
|  | 4                       | San Diego Q's           | 0                       |                   | 1 | Utah Stars          | 2                   |                     |  |    |                   |                   |                   |  |
|  | División Oeste          |                         |                         |                   | 1 | Utah Stars          | 2                   |                     |  |    |                   |                   |                   |  |
|  |                         |                         | 2                       | Indiana Pacers    | 4 |                     |                     |                     |  |    |                   |                   |                   |  |
|  | 3                       | Denver Rockets          | 2                       | Indiana Pacers    | 4 | 1                   |                     |                     |  |    |                   |                   |                   |  |
|  | 3                       | Denver Rockets          |                         |                   |   |                     |                     |                     |  |    |                   |                   |                   |  |
|  | 2                       | Indiana Pacers          | 4                       |                   |   |                     |                     |                     |  |    |                   |                   |                   |  |
|  | 2                       | Indiana Pacers          | 4                       |                   |   |                     |                     |                     |  | W2 | Indiana Pacers    | 4                 |                   |  |
|  |                         |                         |                         |                   |   |                     |                     |                     |  | W2 | Indiana Pacers    | 4                 |                   |  |
|  |                         |                         | E2                      | Kentucky Colonels | 3 |                     |                     |                     |  |    |                   |                   |                   |  |
|  | 1                       | Carolina Cougars        | E2                      | Kentucky Colonels | 3 | 4                   |                     |                     |  |    |                   |                   |                   |  |
|  | 1                       | Carolina Cougars        |                         |                   |   |                     |                     |                     |  |    |                   |                   |                   |  |
|  | 4                       | New York Nets           | 1                       |                   |   |                     |                     |                     |  |    |                   |                   |                   |  |
|  | 4                       | New York Nets           | 1                       |                   | 1 | Carolina Cougars    | 3                   |                     |  |    |                   |                   |                   |  |
|  | División Este           |                         |                         |                   | 1 | Carolina Cougars    | 3                   |                     |  |    |                   |                   |                   |  |
|  |                         |                         | 2                       | Kentucky Colonels | 4 |                     |                     |                     |  |    |                   |                   |                   |  |
|  | 3                       | Virginia Squires        | 2                       | Kentucky Colonels | 4 | 1                   |                     |                     |  |    |                   |                   |                   |  |
|  | 3                       | Virginia Squires        |                         |                   |   |                     |                     |                     |  |    |                   |                   |                   |  |
|  | 2                       | Kentucky Colonels       | 4                       |                   |   |                     |                     |                     |  |    |                   |                   |                   |  |
|  | 2                       | Kentucky Colonels       | 4                       |                   |   |                     |                     |                     |  |    |                   |                   |                   |  |
|  |                         |                         |                         |                   |   |                     |                     |                     |  |    |                   |                   |                   |  |